# Сестре Букумировић
Сестре Букумировић (Србијанка, Јованка, Даница и Ружица) су биле ћерке учитеља Милића Букумировића. Све четири су током Другом светском рату, биле припаднице Народноослободилачког покрета. Три (Србијанка, Јованка и Ружица) су биле заточене у Бањичком логору, а две (Србијанка и Јованка) су стрељане у Јајинцима. 
Србијанка Букумировић (1920—1944), студенткиња медицине. Чланица КПЈ и активисткиња НОП-а. Радила у техници Покрајинског комитета КПЈ за Србију. Ухапшена октобра 1943. године и била заточена у Бањичком логору. Стрељана је 7. септембра 1944. године у Јајинцима.
Јованка Букумировић (1910—1944), учитељица. Била је кандидат за члана КПЈ и активисткиња НОП-а, заједно са сестром Србијанком радила је у техници Покрајинског комитета КПЈ за Србију. Ухапшена октобра 1943. године и била заточена у Бањичком логору. Учествовала је у нападу на команданта логора Кригера и истог дана 11. септембра 1944. стрељана у Јајинцима.
Ружица Букумировић удата Ђуровић, ухапшена је заједно са сестрама Србијанком и Јованком, октобра 1943. године и била заточена у Бањичком логору. Била је у другој категорији заточеница, тако да је преживела рат. 
Видосава Букумировић, ухапшена заједно када и њене сестре и кратко време била заточена у Бањичком логору, али убрзо пуштена. 
Даница Дана Букумировић
Сестре Букумировић су имале и брата Мирослава Букумировића Букума (1914—1942), студента права, који је такође био члан КПЈ и учесник Народноослободилачке борбе. Ухапшен је маја 1942. године. Убио се скочивши кроз прозор зграде Управе града Београда. Проглашен је за народног хероја 7. јула 1953. године.
После ослобођења Југославије, посмртни остаци Србијанке, Јованке и Мирослава Букумировића су пренети и сахрањени у Алеју бораца Народноослободилачког рата, на Новом гробљу у Београду.
У знак сећања на сестре Букумировић, њихово име носи дечји вртић „Сестре Букимировић“ у београдском насељу Вождовац, као и једна улица у београдском насељу Вишњичка бања. Име њиховог брата Мирослава носи основна школа у његовом родном селу Шетоње, код Петровца на Млави.